# Cosmo Tank
Cosmo Tank est un jeu vidéo publié par Asuka Technologies et développé par Atlus. Il est sorti en 1990 pour la Game Boy avec la plupart du système de jeu programmé comme un jeu de tir 2D avec certains niveaux ressemblant à un jeu de tir 3D.
Tous les niveaux 2D ont été créés par Masami Satō et les niveaux 3D par Hidehiko Harada. 

## Système de jeu
Le joueur contrôle un véhicule militaire blindé d'un point de vue à la première personne, ou à la troisième (dépendamment de la conception du niveau). Tous les jeux commencent sur la surface de la planète avec une vue du ciel. Lorsque le joueur entre dans un tunnel, le point de vue décale à la première personne. À la suite de la destruction du noyau de vie dans le tunnel, le joueur voyage vers une nouvelle planète.
Cosmo Tank a trois modes. Le mode quête, où l'objectif du jeu est de détruire les noyaux de vie des extraterrestres sur cinq planètes pour les libérer de Master Insect. Les joueurs peuvent accumuler des niveaux d'expérience dans le mode quête en détruisant les ennemis. Le nombre maximum de points qu'un joueur peut gagner est 999. Cela permet aux joueurs d'atteindre le niveau maximal de 6. En mode d'entraînement, le joueur pratique dans un espace enfermé et il est donné un rang. En mode vs, le câble link permet à deux joueurs de faire la course pour vaincre le chef des extraterrestres.
Après avoir battu le jeu, ou perdu, le joueur reçoit un rang qui montre son avancée dans le jeu.

## Accueil
PowerPlay a donné Cosmo Tank une note globale de 62 % (équivalent à une note de C en note littéraire).